# サージカルテープ

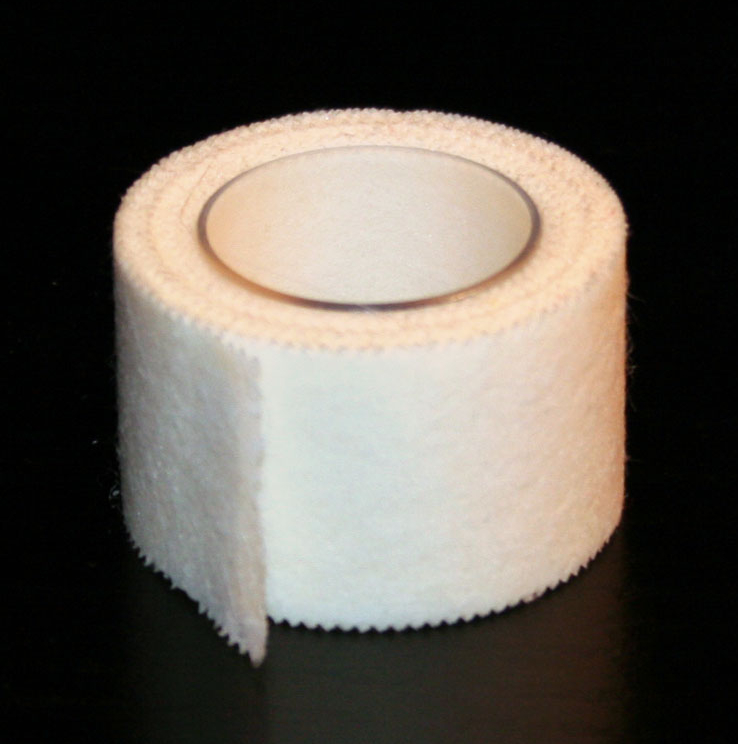
サージカルテープ

サージカルテープ（surgical tape）とは、包帯、ガーゼなどを患部に固定するためのテープ。粘着包帯や伸縮性粘着包帯とともにテープ絆創膏に分類される。
擦り傷、切り傷やその他の疾患の患部に薬剤を塗布し、そこをガーゼで保護する場合、ガーゼが剥がれたり、移動したりしないように固定する必要がある。患部の面積や部位にもよるが、ガーゼを直接に、もしくは包帯で巻いたあとに、サージカルテープで固定することが多い。
サージカルテープは支持体と粘着剤からなる。支持体としては不織布のものが多く、そのほか紙、プラスチック、布、発泡体なども用いられる。また、粘着剤としては一般的にアクリル系合成粘着剤が用いられる。